# Bromfluormethan
Bromfluormethan ist eine chemische Verbindung aus der Gruppe der aliphatischen und gesättigten Halogenkohlenwasserstoffe bzw. der Dihalogenmethane.

## Gewinnung und Darstellung
Bromfluormethan kann aus Salzen der Fluoressigsäure unter Verwendung einer Reaktion vom Hunsdiecker-Typ dargestellt werden. Die Verbindung kann auch aus Dibromfluormethan durch reduktive Entbromierung mit einer Swarts-Reaktion gewonnen werden. Ebenfalls möglich ist die Herstellung aus einem Dihalogenmethan, beispielsweise Methylenbromid (Fluorierung mit Antimon(III)-fluorid), durch eine Halogen-Austauschreaktion oder aus einem Halogenmethan, beispielsweise Brommethan oder Fluormethan, durch Bromierung oder Fluorierung über einem Katalysator, wie Aluminiumoxid. Daneben ist die Darstellung durch schrittweise Reduktion von Tribromfluormethan oder Dibromfluormethan unter Verwendung eines Organozinnhydrids wie zum Beispiel Tributylzinnhydrid.

## Eigenschaften
Bromfluormethan ist eine Flüssigkeit, die löslich in Ethanol und Chloroform ist. Die Verbindung besitzt einen Schmelzpunkt von 152 K. Die Flüssigkeit erstarrt allerdings erst bei 140 K. In diesem Temperaturbereich weist die Substanz Eigenschaften einer unterkühlten Schmelze auf. Bromfluormethan kristallisiert in der monoklinen Kristallstruktur mit der Raumgruppe I2/a (Raumgruppen-Nr. 15, Stellung 7) mit zwei symmetrisch unabhängigen Formeleinheiten.

## Verwendung
Bromfluormethan ist ein wichtiges Reagens bei der Herstellung von Zwischenprodukten, Pharmazeutika und anderen Chemikalien.